# 오우진
오우진은 대한민국의 배우이다.

## 출연 작품

### 드라마
- 2015 KBS2 《후아유 - 학교 2015》 - 우진 역 (조연)

### 영화
- 2020년 《일진 나쁜녀석들》 요시다 역
- 2020년 《용루각: 비정도시》 봉구 친구들 역
- 2020년 《싸움의 기술 2》 호석 역
- 2019년 《그대 이름은 장미》 우성 친구 2 역